# Banyumeneng
Banyumeneng is een bestuurslaag in het regentschap Demak van de provincie Midden-Java, Indonesië. Banyumeneng telt 8074 inwoners (volkstelling 2010).